# Vavasseur-Gleitbahn

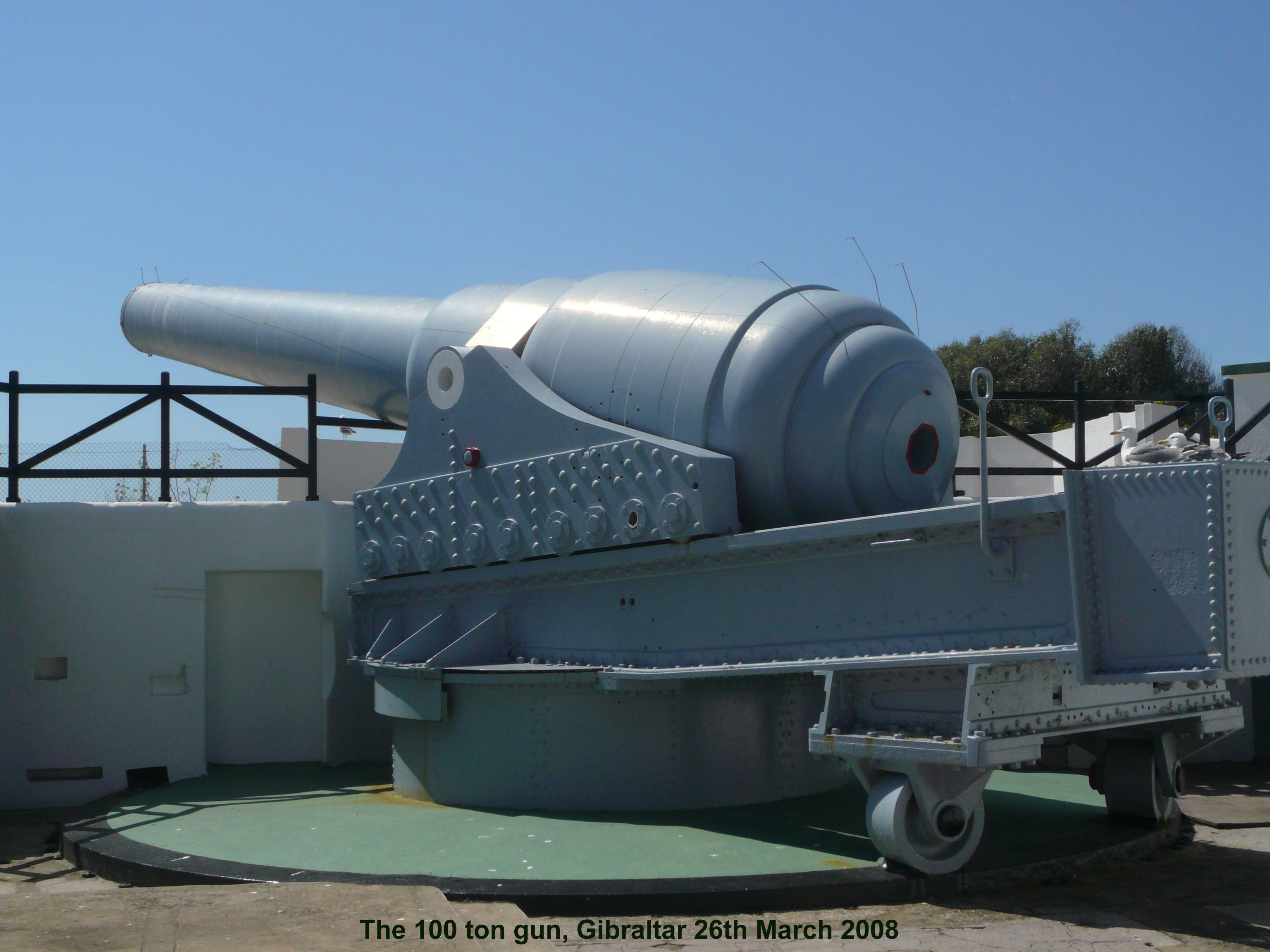
17.72 inch-Geschütz auf Vavasseur-Gleitbahn

Die Vavasseur-Gleitbahn ist ein Teil der Lafette für Geschütze, die die Kräfte des Rückstoßes des Geschützes aufnahm. Dazu wurde auf eine meist drehbare Unterlafette ein Wagen aufgesetzt, auf dem wiederum das Geschütz montiert war. Durch die Kraft des Rückstoßes bewegte sich der Wagen auf einer geneigten Bahn nach hinten und bremste so das Geschütz ab.

## Geschichte
Die Geschütze der damaligen Zeit besaßen noch keine Einrichtungen für den Rohrrücklauf. Die heute eingesetzten Kombinationen aus Rohrbremse und Rohrvorholer wurden erst gegen Ende des 19. Jahrhunderts entwickelt, die erste Kanone mit derartigen Systemen wurde 1897 bei der französischen Armee eingeführt. 
Die Kraft des Rückstoßes wirkte bei den bis dahin konstruierten Geschützen direkt auf die Lafette. Durch die beim Schuss auftretende Rückstoßkraft lief die Kanone einige Meter zurück, so dass sie wieder nach vorne in Stellung gebracht und neu gerichtet werden musste. Besonders bei großkalibrigen Geschützen waren die dabei auftretenden Kräfte enorm und erforderten massive Konstruktionen. Mit dem Übergang zu Geschützen immer größeren Kalibers und der damit verbundenen Erhöhung der Geschossmasse erhöhte sich auch die Rückstoßenergie. Die Bewegung des Geschützes setzte die Feuergeschwindigkeit erheblich herab und erlaubte Schießen nur aus ebenen Geschützpositionen, die den Rücklauf gestatteten. Für den Einsatz in festen Feuerstellungen war dies nicht akzeptabel. Insbesondere mechanische Ladeeinrichtungen, die bei Geschossgewichten von 50 kg bis 1000 kg zwingend notwendig waren, konnten so nicht eingesetzt werden.
Zur Behebung des Problems wurden die ersten Rohrbremsen entwickelt. Voraussetzung war die Trennung der Lafette in Ober- und Unterlafette. Die Unterlafette wurde drehbar auf einen Pivotzapfen oder eine Barbette aufgesetzt und ermöglichte so ein seitliches Richten. Die Oberlafette war mit dem Geschütz verbunden und ermöglichten das Richten nach der Höhe. Die Oberlafette war auf der Unterlafette beweglich gelagert und setzte die Energie des Rückstoßes in eine Bewegung um. Zur Begrenzung des Weges und der auftretenden Kräfte diente die Rohrbremse. Armstrong konstruierte eine Lamellenbremse, die rein mechanisch wirkte. Mit Steigerung der Kaliber und der Geschossgeschwindigkeit reichten diese Bremsen nicht  mehr aus. Vickers, Vavasseur und Krupp bauten hydraulische Bremsen, die nach dem Prinzip des hydraulischen Stoßdämpfers arbeiteten. Diese Bremsen waren anfangs jedoch wenig effektiv. Bei den ursprünglichen Konstruktionen setzte man die Bremse in Höhe der Schildzapfen an, Schildzapfen und Pivotpunkt lagen auf einer senkrechten Linie. Diese Konstruktion bewirkte starke Kippmomente der Oberlafette und erforderte massive Lafettenkonstruktionen. Außerdem musste das zurückgelaufene Rohr wieder in Schussposition gebracht werden.

## Konstruktion
Vavasseur ordnete die hydraulischen Bremsen paarweise an und versah die Unterlafette mit einer geneigten Gleitbahn, auf der der Wagen der Oberlafette lief. Die hydraulischen Dämpfer mussten nun nicht mehr die ganze Kraft des Rückstoßes aufnehmen. Durch die Neigung der Gleitbahn liefen die Rohre selbständig in Schussposition zurück.
Vorteil war das Fehlen von Kippmomenten und die Aufnahme auch sehr großer Rückstoßkräfte. Deshalb fand die Vavasseur-Gleitbahn insbesondere bei Geschützen der Küstenartillerie weite Verbreitung. So wurde sie beispielsweise bei der RML 17.72 inch gun, die Granaten mit einem Gewicht von ca. 1 t verschoss, angewendet. Nachteil war, dass nun der Vorlauf des Geschützes durch Vorlaufdämpfer begrenzt werden musste. Konstruktionsbedingt verläuft bei dieser Lafette der Rohrrücklauf nicht in der Feuerlinie des Geschützes. Daher werden besonders bei großer Rohrerhöhung enorme Kräfte auf die Unterlafette und die Basis übertragen, die daher massiv ausgeführt werden müssen. Bei einer Neigung der Gleitbahn von 10 Grad und einer Rohrerhöhung von 45 Grad ergibt beispielsweise sich ein resultierender Winkel von 55 Grad. Diese Lafettenkonstruktion war daher für den Einbau auf Schiffen nur bedingt geeignet.
Lafetten mit Vavasseur-Gleitbahn wurden wegen der beschriebenen Nachteile durch Wiegenlafetten abgelöst.